# Assisi Szent Ferenc-templom (Prága)
Az Assisi Szent Ferenc-templom (Kostel svatého Františka z Assisi, eredeti, német nevén Kreuzherrenkirche, azaz keresztesek temploma) Prága Óvárosában áll a Keresztesek tere (Křižovnické náměstí) 3. szám alatt, a Királyi út mentén. A hozzá kapcsolódó kolostor falába beépítették a Moldva egykori első kőhídja, a Judit híd hídtornyának téglafalát. Nyugati oldalához simul a Vörös Csillagkeresztes Lovagok generálisának korabarokk, 1661–1662 között épült háza, amelyre 1846-ban még egy emeletet húztak.

## Története
A Vörös Csillagkeresztes Lovagok főtemplomául építette Jean-Baptiste Mathey francia építész tervei alapján 1679–1689 között Giovanni Domenico Canevalle.

## A templom
A nagy kereszt alapú épület központi eleme a hatalmas kupola. A presbitérium miniatűr kereszt alaprajzú. A homlokzaton kialakított fülkékben Csehország patrónusainak szobrai állnak.
Stukkódíszeit Giovanni Pietro Palliari és Giovanni Bartolomeus Cometa műhelyeiben készítették.
A kupola Utolsó ítéletet ábrázoló freskóját Wenzel Lorenz Reiner (Václav Vavřinec Reiner) festette 1722–1723-ban, a kupola boltíves stukkói között Tommaso Soldati freskói a négy evangélistát ábrázolják. A különböző korokban készült freskók többsége szent Ferenc életének epizódjait jeleníti meg.
A falakon Reiner több, fémlapokra festett olajképe függ; ezek a templom atyáit jelenítik meg. További művei:
- Mária mennybemenetele,
- Konstantin csatája és
- A frigyláda feldíszítése a Templom-hegyen

az oltár feletti boltíven láthatók.
Johann Christoph Lischka allegorikus alakjai és angyalai:
- a presbitérium mennyezetén,
- a Keresztelő Szent János-kápolnában és a
- a Szentháromság-kápolnában láthatóak;

a bejárat fölötti freskókon angyalok szárnyalnak.
Ugyancsak Lischka festette a négy fő erény:
- a mértékletesség (mérséklet),
- a körültekintés (bölcsesség)
- a lelkierő (bátorság) és
- az igazságosság

allegorikus alakjait. Továbbá:
- a mágusok és a
- a pásztorok imádatát,

valamint a főoltár központi képét — maga az oltár A.J. Dobner munkája. A főoltár őriz egy jelentős ereklyét is: a szent kereszt egy szilánkját.
Híres, a 18. század elején épült orgonáján egyebek közt Mozart és Liszt is játszott. Az orgonakarzatot szokatlan módon a főoltártól jobbra helyezték el.

## Környezete
Nyugati oldalához simul a rend generálisának korabarokk, 1661–1662 között épült háza, amelyre 1846-ban még egy emeletet húztak. Tovább északon csatlakozik a templomhoz a rend legnagyobb kolostora;
A templom előtt, díszes neogótikus talapzaton áll IV. Károly emlékműve. Ezt Jakob Bär, a lovagok elöljárójának felkérésére készítette Ernst Julius Hähnel (Arnošt Hähnel) drezdai szobrász 1844-ben. 1848-ban, a Károly Egyetem alapításának 500. évfordulóján szerették volna felavatni, de az összszláv kongresszus alatti diáklázadások miatt a ceremóniát 1851. január 31-ére halasztották.
A templomtól jobbra, a Vincellér-oszlop tetején áll Szent Vencel szobra, Johann Georg Bendl (Jan Jiří Bendl) alkotása (1676)

## Látogatása
2022-ben áprilistól novemberig naponta 10:00–19:00 között volt látogatható, kivéve a szertartások és a koncertek idejét.